# استیون بیلی
استیون بیلی (انگلیسی: Stephen Bayly؛ زادهٔ ۷ ژوئیهٔ ۱۹۴۲) تهیه‌کننده و کارگردان اهل ایالات متحده آمریکا است. وی بین سال‌های ۱۹۶۹ تا ۱۹۹۷ میلادی فعالیت می‌کرد. وی تهیه‌کنندگی فیلم ریچارد سوم را در کارنامهٔ حرفه‌ای خود دارد.